# Занавес (роман)
«Занавес» (англ. Curtain) — последний роман Агаты Кристи (по времени издания) об Эркюле Пуаро.
Последний роман, изданный при жизни писательницы, завершает серию произведений об Эркюле Пуаро.

## Сюжет
Повествование идёт от лица капитана Артура Гастингса. После смерти Пуаро он получает письмо, в котором Эркюль рассказывает о последнем деле и почти идеальном убийце, а также объясняет свою смерть, желая Гастингсу продолжать жить спокойно и не винить себя ни в чём.
В романе повествуется о том, что Пуаро в конце жизни, измученный артритом инвалид в коляске, но всё с таким же острым умом, наконец, находит почти идеального убийцу. Этот убийца ничуть не уступает умом самому Пуаро, против него невозможно найти изобличающих улик, так как он совершает убийства руками других людей, очень умело ими манипулируя.

## Действующие лица
- Эркюль Пуаро — детектив
- Капитан Артур Гастингс — старый друг Пуаро и отец Джудит
- Кёртис — новый слуга Пуаро
- Д-р Франклин — химик-исследователь
- Барбара Франклин — его жена, инвалид
- Джудит Гастингс — дочь Гастингса и ассистент Франклина
- Медсестра Крейвен — медсестра миссис Франклин
- Сэр Уильям Бойд Каррингтон — бывший губернатор одной из провинций Индии
- Майор Аллертон — бывший военный
- Полковник Латрелл — владелец поместья Стайлз
- Миссис Дейзи Латтрелл — его жена
- Стивен Нортон — житель в поместье Стайлз
- Джордж — бывший слуга Пуаро
- Элизабет Коул (Литчфилд) — жительница в поместье Стайлз

## Экранизация
По роману в 2013 году снят последний эпизод британского телесериала «Пуаро Агаты Кристи» с Дэвидом Суше в роли Пуаро.